# Devon Price
Devon Price (geboren im 20. Jahrhundert) ist ein amerikanischer Sozialpsychologe, Blogger und Autor mit dem Themenschwerpunkt Autismus.

## Akademischer Werdegang
Price schloss sein Studium der Psychologie und Politikwissenschaft 2009 an der Ohio State University mit einem BA ab. An der Loyola University Chicago promovierte er (Ph.D.) in Angewandter Sozialpsychologie und unterrichtet seit 2012 als Clinical Assistant Professor an der dortigen School of Continuing, Professional Studies.

## Wirken und Rezeption
Price, selbst Autist und transgender, schreibt zu Themen wie der Identität autistischer und trans Personen (Transidentität) sowie Masking, das Unterdrücken oder verstecken autistischer Verhaltensweisen, dessen Auswirkungen auf die mentale Gesundheit und den Prozess des Unmaskings, also des schrittweisen Aufgebens dieser Bewältigungsstrategie. Dabei thematisiert Price die Intersektionalität von Neurodiversität und die Erfahrungen autistischer People of Color.
Price bloggt seit Mitte der 2000er Jahre und schreibt einen Blog auf der Plattform Medium und bei Psychology Today.
Sein erstes Buch Laziness Does Not Exist (2021) entstand aus einem gleichnamigen viralen Blogpost heraus, der mehr als 3 Millionen Mal aufgerufen und später auch in wissenschaftlichen Publikationen zu pädagogischen Techniken zitiert wurde. Er vertritt die Auffassung, dass die von Dritten wahrgenommene Faulheit ihre Ursache in Angst, Problemen bei der Planung und Durchführung von Arbeitsschritten oder anderen mentalen Gesundheitsproblemen hat. Das Buch wurde nach Erscheinen von der Financial Times besprochen, die das Buch all denjenigen empfahl, die hinterfragen wollten, warum sie bestimmte Ziele erreichen möchten oder die einen entspannteren Umgang mit den gesellschaftlichen Erwartungen an ihre Produktivität finden wollen. Booklist, das Journal der American Library Association, bezeichnete das Buch als besonders wichtig und erkenntnisbringend für Menschen in Management-Positionen. Price führe die Vorstellungen insbesondere der US-amerikanischen Gesellschaft über Faulheit bis in puritanische Zeiten zurück und zeige verschiedene Facetten der „Faulheits-Lüge“ (laziness lie) auf. Er biete hilfreiche Ratschläge zum Umgang mit Produktivität. Price und das Buch waren weiterhin Thema einer Sendung des NPR und wurden in einer Kolumne in der New York Times aufgegriffen. Laziness Does Not Exist erschien auch in koreanischer und thailändischer Übersetzung.
Sein 2022 veröffentlichtes Buch Unmasking Autism erfuhr breite öffentliche Wahrnehmung. Am 3. Mai 2022 war Unmasking Autism „Book of the Day“ des National Public Radio. Price und die Themen des Buchs wurden nach Erscheinen von NPR, der Los Angeles Times und dem Chicago Tribune ausführlich vorgestellt. In ihrer Besprechung für das Library Journal schrieb Anitra Gates, Price verbinde die Erkenntnisse der Wissenschaft mit dem Erleben autistischer Menschen, darunter auch seinen eigenen Erfahrungen. Er beleuchte die historische Entwicklung und lege dar, welche negativen Auswirkungen das Masking autistischer Züge und Verhaltensweisen haben könne. Die zahlreichen im Buch vorgestellten Übungen bewertete sie als hilfreich. Insgesamt überzeuge Unmasking Autism durch die einfühlsame und zugängliche Sprache des Autors. Das Buch habe das Potenzial, autistischen Menschen – insbesondere solchen aus marginalisierten gesellschaftlichen Gruppen – zu helfen und zu einem essentiellen Teil von Sammlungen zu dem Thema zu werden. Das Buch wurde als besonders empfehlenswert (starred review) hervorgehoben. Unmasking Autism wurde in wissenschaftlichen Beiträgen und Veröffentlichungen zitiert, die sich beispielsweise mit Autismus bei Frauen oder der Haltung von College-Studierenden zu Autismus befassen.

## Politische Einstellungen
Im Oktober 2024 gehörte Price zu den Unterzeichnern eines Aufrufs zum Boykott israelischer Kulturinstitutionen, „die an der überwältigenden Unterdrückung der Palästinenser mitschuldig sind oder diese stillschweigend beobachtet haben“.

## Publikationen
- Unlearning Shame: How We Can Reject Self-blame Culture and Reclaim Our Power. Harmony, New York 2024, ISBN 978-0-593-58121-6
- Unmasking Autism: Discovering the New Faces of Neurodiversity. Harmony, New York 2022, ISBN 978-0-593-23523-2.
  - Unmasking Autism: The Power of Embracing Our Hidden Neurodiversity, Monoray, London 2022, ISBN 978-1-80096-054-1.
- Laziness Does Not Exist: A Defense of the Exhausted, Exploited, and Overworked. Atria Books, New York 2021, ISBN 978-1-982140-10-6.